# ゆきかぜ (護衛艦)
ゆきかぜ（ローマ字：JDS Yukikaze, DD-102、ASU-7003）は、海上自衛隊の護衛艦。はるかぜ型護衛艦の2番艦。旧海軍の陽炎型駆逐艦「雪風」に続き日本の艦艇としては2代目。

## 艦歴
「ゆきかぜ」は、昭和28年度甲型警備艦1602号艦として、新三菱重工業神戸造船所で1954年（昭和29年）12月17日に起工され、1955年（昭和30年）8月20日に進水、1956年（昭和31年）7月31日に就役し、横須賀地方隊に編入された。
1957年（昭和32年）4月1日、警備艦「けやき (PF-295)」に代わり第2代自衛艦隊旗艦兼第1護衛隊群旗艦となる。
1959年（昭和34年）1月10日から3月26日まで石川島重工業東京工場で特別改修工事が行われ、後部の爆雷投射機4基、爆雷投射軌条1条を撤去し、Mk.2短魚雷落射機を両舷に各1基装備。対潜アクティブソーナーをQHBaからSQS-11Aに、パッシブソーナーをQDAからSQR-4/SQA-4に換装。5インチ砲用射撃指揮装置をMk.51からMk.57に換装した。また、敵味方識別装置の新設、電子戦装置をOLR-3からOLR-4へ換装し、戦闘区画諸室への冷暖房通風設備の新設などの工事が実施された。
同年7月1日、自衛艦隊司令部は第1護衛隊群司令部との兼務を廃し、これに伴い「ゆきかぜ」は自衛艦隊直轄の旗艦となる。
1960年（昭和35年）2月には洋上給油装置が装備された。同年5月18日から7月22日までの間、第4回遠洋練習航海に参加しハワイ、アメリカ西海岸を歴訪。
1961年（昭和36年）7月26日、自衛艦隊旗艦の任を護衛艦「あきづき」に譲り、第1護衛隊群に旗艦として編入。
1963年（昭和38年）には翌年公開された映画『駆逐艦雪風』の撮影ロケが行なわれ、先代の駆逐艦「雪風」として登場した。
1964年（昭和39年）12月10日、第3護衛隊群に旗艦として編入され定係港が舞鶴に転籍。
1969年（昭和44年）3月、舞鶴重工業でソナーをSQS-29Jに換装する近代化改装を実施。
1971年（昭和46年）2月1日、僚艦「はるかぜ」とともに第3護衛隊群隷下に新編された第12護衛隊に編入され、定係港も佐世保に転籍。なお、両艦が護衛隊を編成するのはこれが初めてであった。
1973年（昭和48年）12月16日、第12護衛隊が廃止となり、実用実験隊に編入。定係港が再び横須賀に転籍。
1974年（昭和49年）11月9日に発生した第十雄洋丸事件に対応するため災害派遣される事となり、11月26日に護衛艦「はるな」、「たかつき」、「もちづき」とともに処分現場に派遣され、翌27日から28日にかけて海没処分するための射撃を実施した。
1976年（昭和51年）1月には実用試験のための改装が住友重工業浦賀造船所で実施され、5インチ3番砲塔と爆雷投射機K砲や爆雷投下軌条が撤去され、艦尾に曳航式パッシブ・ソーナーを装備した。以後、曳航式パッシブ・ソナーの実用実験に従事した。
1978年（昭和53年）7月1日、実用実験隊が開発指導隊群に統合され本艦の所属も同群直轄艦となる。
1981年（昭和56年）1月から3月まで2度目の実用試験のための改装工事が施され、両煙突間に甲板室が新設され汚物処理装置を搭載した。また、5インチ2番砲塔、ヘッジホッグ2基、前部40mm機銃及び艦橋上のMk.63射撃指揮装置が撤去された。
同年3月27日に特務艦に種別変更され、艦籍番号がASU-7003に変更される。
1983年（昭和58年）、横須賀で改装工事を受けた。両煙突間の甲板室と後甲板の曳航式ソナーが撤去され、ESMマストなどを装備した。
1985年（昭和60年）3月27日、除籍。総航程は442,979.0浬（地球20.5周）に及ぶ。
1986年（昭和61年）8月、能登半島沖にて実艦標的として海没処分された。

## 登場作品
『太平洋の翼』
1963年の東宝作品。本艦のほか潜水艦「くろしお」や魚雷艇10号も出演した。